# Алексія Джордано
Алексія Джордано (фр. Alexia Giordano; нар. 11 грудня 1992, Бержерак, Франція) — французька модель, балерина, акторка.

## Життєпис
Алексія Джордано народилася 11 грудня 1992 року в місті Бержерак.
Закінчила школу в Бержерак і продовжила навчання в Бордо.
Вивчала класичний танець у школі Деша Мулен у Бержеракі, потім з 15 років у Консерваторії Бордо, перш ніж приєднатися до Молодшого класичного балету Паризької вищої національної консерваторії музики й танцю, де танцювала в 2012 році в хореографії Ніколя Поля «Ні в якому сенсі».

## Доробок

### Фільми
| Рік  | Українська назва | Оригінальна назва     | Роль               |
| ---- | ---------------- | --------------------- | ------------------ |
| 2016 |                  | Chocolat              |                    |
| 2016 |                  | Ouvert la nuit        |                    |
| 2016 |                  | Cézanne et moi        |                    |
| 2018 |                  | Le 15 h 17 pour Paris |                    |
| 2019 | Танцюй серцем    | Let's Dance           | Хлоя, головна роль |
| 2019 |                  | Curiosa               |                    |
| 2022 |                  | En corps              |                    |

### Серіали
| Рік  | Українська назва | Оригінальна назва     | Роль |
| ---- | ---------------- | --------------------- | ---- |
| 2015 |                  | Versailles            |      |
| 2016 |                  | Mongeville            |      |
| 2018 |                  | Genius                |      |
| 2020 |                  | Les Rivières pourpres |      |

### Кліпи
- M & David Assaraf — Papillons bleus / Imany — Don't be so shy (remix)
- Gauvain Sers — Pourvu
- Tom Rosenthal — I Got Myself A Finish